# Борисовка (Петровский район)
Борисовка — деревня в Петровском районе Тамбовской области России. Входит в Крутовский сельсовет.

## География
Деревня располагается на юго-западе Петровского района в 3 км от села Песковатка по обеим сторонам речки Колыбелки.

## История
Борисовка появилась на карте Липецкого уезда Тамбовской губернии в начале XIX века. Первое упоминание о населённом пункте в архивных документах относится к 1805 году. В то время «сельцо Борисовка Козловской округи» в 8 дворов с населением 40 душ значилось недвижимым имением известного стихотворца, переводчика и драматурга Бориса Карловича Бланка (1769—1825), по имени которого и получило название. Сын прославленного московского архитектора К. И. Бланка, депутат Можайского дворянского собрания Московской губернии Б. К. Бланк поселился в Борисовке в 1812 году. С приближением армии Наполеона к Москве Борис Карлович вместе с женой и малолетними сыновьями Григорием и Василием укрылись в этом имении в отдалённой от линии фронта Тамбовской губернии (по соседству в сельце Петровке Липецкого уезда обосновалась семья его покойного брата — Петра Карловича Бланка). В Борисовке поэт прожил до 1815 года. Здесь у него появились на свет дочь Варвара и сын Иван, которых крестили в церкви села Песковатка.
В Экономических примечаниях к атласу Липецкого уезда после VII ревизии 1816 года упоминается деревня Борисовка, «поселённая после межевания подполковника Бориса Карлова сына Бланка селением на левой стороны речки Колыбелки и по обе стороны большой дороги, лежащей из города Усмани в город Козлов; дачею реки Матыры на левой стороне и по обе стороны речки Колыбелки. В летнее время речка достигала шириною две сажени, глубиною до 8 вершков. В ней рыба: щуки, окуни, плотва и пискари». В примечаниях также сообщалось, что «земля — чернозём, частью иловатая, из посевов лучше родится рожь, пшеница и греча, а прочие семена и сенные покосы средственны, лес дровяной, дубовый, березовый, осиновый и ольховый. Крестьяне промышляют хлебопашеством. Женщины сверх полевой работы прядут лён, посконь и шерсть, ткут холсты и сукна для себя. Зажитка средственного».
После смерти Бориса Карловича его борисовское имение и состоявшие при нём 86 душ крепостных крестьян унаследовал старший сын Григорий — известный публицист. Затем усадьба перешла к его матери — Анне Григорьевне Бланк. В ведомости церкви святых Космы и Дамиана села Песковатка за 1830 год среди прихожан значатся 132 крестьянина «деревни Борисовки помещицы Анны Григорьевой дочери Бланковой», которые, в отличие от большинства крестьян соседних помещиков, обладали фамилиями: Черенковы, Полунины, Мандрыкины, Бессоновы, Панковы, Леонтьевы, Мещалкины. По VIII ревизии 1834 года в Борисовке проживало 70 крестьян мужского пола и 81 женского, многие из них были переведены из Рязанской и Московской губерний после предыдущей ревизии.
25 сентября 1845 года Анна Григорьевна Бланк произвела в своём имении раздел, по которому крестьяне и 500 десятин земли в Борисовке достались её среднему сыну Ивану Борисовичу (1815—1885). 6 марта 1852 года он заложил борисовское имение в Московскую сохранную казну за 2714 рубля 50 копеек.
По данным ревизской сказки X ревизии 1858 года за надворным советником И. Б. Бланком в деревне значилось 12 дворов и 131 житель. После отмены крепостного права 3 ноября 1862 года между помещиком и его крестьянами при мировом посреднике 3-го участка Липецкого уезда Н. А. Федцове была составлена Уставная грамота, в соответствии с которой жители Борисовки продолжали трудиться на земельном наделе 180 десятин, с условиями отплаты «за усадебную оседлость» по 1 рублю 50 копеек серебром в год с ревизской души мужского пола (всего таковых насчитывалось 60 душ), оброка — по 9 рублей с души и отработку барщины 40 дней в год с души для мужчин и 30 дней в год с души для женщин. Примечательно, что крестьяне отказались подписывать Уставную грамоту, так как считали, что их надел включает 190 десятин, но по другим условиям «возражений не имели».
В 1862 году во владельческой деревне Борисовка (Ближнее Бланково) 2-го стана Липецкого уезда Тамбовской губернии было 12 дворов, 69 мужчин и 65 женщин, всего 134 крестьянина с общим земельным наделом в 372 десятины (по данным земской статистики).
22 июня 1872 года Иван Борисович Бланк подарил имение в Борисовке своей дочери Александре Ивановне, в замужестве Смецкой, несмотря на долг Московской сохранной казне, который на тот момент составлял 1058 рублей 95 копеек. Очевидно, погасить долг удалось за счёт продажи 310 десятин земли из имения младшему брату — Василию Борисовичу Бланку. Впоследствии эта земля перейдёт во владение его сыну — Алексею Васильевичу.
9 октября 1883 года в присутствии А. В. Бланка, крестьян деревни Марфино Петра Качабина, Григория Горбунова и Ивана Голованова, крестьян деревни Колыбел(ов)ки Фёдора и Матвея Сиротиных, а также борисовких крестьян Ионы Мещалкина, Михаила Бессонова, Тихона и Никифора Полуниных, Данила Бессонова, Петра Полунина, Якова Бессонова, Фёдора и Ивана Бессоновых, Андрея Бессонова, Константина и Гаврилы Мещалкиных, Ионы Панкова, Степана Рычкова, Ивана Мещалкина, Логина и Ильи Мещалкиных, Ильи Тимофеевича Мещалкина, Матвея Мещалкина и сельского старосты Алексея Мандрыкина был составлен Выкупной акт. Согласно этому документу, в течение 49 лет борисовцы обязывались выплатить в казну ссуду в 7200 рублей и сверх того 600 рублей «дополнительной выкупной суммы». Таким образом, ежегодно со всех жителей деревни взималось 372 рубля (что соответствовало в те времена годовому размеру жалования рабочего на заводе) и ещё 60 рублей выплачивались из «капитала на погашение выкупных платежей». А. И. Смецкая изъявила желание получить причитавшиеся ей 7200 рублей из Московского казначейства. К чести помещицы, оставшийся долг за имением отца она погасила 1 февраля 1884 года.
По данным начала 1883 года в деревне Борисовка Ивановской волости Липецкого уезда проживало 195 собственников из бывших помещичьих крестьян в 27 домохозяйствах (107 мужчин и 88 женщин), которым принадлежало 180 десятин надельной земли. В деревне было 54 лошади, 44 головы КРС, 286 овец и 20 свиней. Имелось 1 промышленное заведение. Было 5 грамотных мужчин.
К началу XX века население деревни значительно возросло, составив в 1911 году 32 двора и 286 жителей (158 мужчин, 128 женщин), а в 1914 году — 339 жителей (169 мужчин, 170 женщин) соответственно. В 1911 году также упоминается экономия А. В. Бланка размером 300 десятин с жилыми домами и садами.
По инициативе помещика и липецкого уездного земства в 1912 году в деревне открылась однокомплектная земская начальная школа, а спустя два года для неё было выстроено собственное здание из красного кирпича. 30 мая 1912 года в Борисовке состоялся сельский сход из 32 жителей (из числа 39 домохозяев, имевших право голоса на сходах). На нём было принято решение отвести для здания школы «более удобную усадьбу, при ней достаточное количество земли для двора, огорода или сада» — всего 2400 квадратных саженей из общественной земли. С весны 1913 года начались строительные работы. Липецкий мещанин Т. Е. Расторгуев поставлял негашёную известь, борисовские крестьяне А. П. Полунин, Ф. Ф. Бессонов, Ф. Л. Мещалкин и К. Ф. Мандрыкин перевозили на личных подводах кирпичи. А. В. Бланк продавал земству и доставлял к месту строительства камни и известь. Материалы для отделочных работ брали в Липецке, на складе С. Е. Баркова. Руководил возведением здания школы техник-строитель В. М. Романов. От борисовского сельского общества наблюдал за работами местный староста Борис Ильич Мещалкин. С осени 1914 года дети стали обучаться в собственном школьном здании.
В то время как в крупных селениях Липецкого уезда около 90 % крестьянских ребятишек оставалось вне школы, большинство детей борисовских крестьян получало элементарные знания. К примеру, в 1917 году из 50 детей школьного возраста 43 ребёнка обучались в местной школе.
Первой борисовской учительницей стала Мария Васильевна Щелочилина, окончившая 8 классов Липецкой женской гимназии. Судя по анкете М. В. Щелочилиной, учительствовать в Борисовке она начала с 7 октября 1911 года С 1 февраля 1917 года её сменила Клавдия Петровна Глаголева. Она проработала до января 1918 года. Вернувшись в школу после рождественских каникул, Глаголева обнаружила, что борисовские крестьяне сместили сторожа (Полунину Татьяну) и назначили своего, разрешив ему занять для проживания квартиру учительницы. После разбирательства, проведённого Липецким уездным училищным советом, Глаголева покинула Борисовку и переместилась в Головщино. Два месяца школа оставалась без учителя. Лишь 31 марта 1918 года уездный училищный совет назначил на эту должность бывшего педагога Желто-Песковской земской школы, участника Первой Мировой войны Мухортова Василия Александровича. На протяжении всех этих лет (1912—1917 годы) Закон Божий в Борисовской земской школе вёл песковатский священник Дмитрий Лукич Георгиевский. Попечительницей учебного заведения являлась жена владельца песковатской водяной мельницы — Татьяна Николаевна Сидорова.
По переписи 1926 года в деревне Борисовка (Бланково) Грязинской волости Липецкого уезда было 60 дворов русских и 370 жителей (174 мужчины, 196 женщин).
В 1929 году в Борисовке было 64 хозяйства и 394 жителя соответственно. На базе этих хозяйств в 1930 г. был создан колхоз «Молот» (впоследствии значился в документах как «им. Молотова»). Первым председателем колхоза стал Мандрыкин Иван Тимофеевич. В то же время уроженец Борисовки — Бессонов Пётр Яковлевич в 1929 году стал первым председателем первого песковатского колхоза «12-й Октябрь».
С 1930-х годов в Борисовке учительствовал Виталий Иванович Евстратов. В 1941—1945 годах он сражался на фронтах Великой Отечественной войны. Был награждён медалями «За отвагу», «За Победу над Германией в Великой Отечественной войне 1941—1945 гг.». Вернувшись с фронта, Евстратов продолжал преподавать в Борисовской начальной школе до самой смерти. Вместе с ним учительствовала его жена Екатерина Мефодиевна. В 1970—1972 годах учителем и директором Борисовской школы была Черемисова (в замужестве Юшкова) Вера Сергеевна. В 1972 году школа в Борисовке закрылась, её учащиеся перешли в Песковатскую среднюю школу.
В советский период в здании школы находился один учебный кабинет и квартира для учителя. Библиотеки не было. Учебные пособия размещались в двух книжных шкафах. После закрытия учреждения пришкольная территория использовалась как колхозная пасека, а здание — как зимнее хранилище для пчёл.
До войны в деревне Борисовка насчитывался 61 двор.
В 1939 году борисовские колхозники — свинарь Мещалкин М. П., свинарка Полунина П. А., овцевод Мещалкина А. А. и бригадир Панков М. Г. за ударный труд были поощрены поездкой на ВСХВ. Панков М. Г. был награждён серебряной медалью Выставки.
В мае 1941 года старший свинарь Мандрыкин И. Т., свинарь Мещалкин А. Ф. и техник искусственного осеменения овец Мещалкин К. И. колхоза «Молот» Избердеевского района также были делегированы как передовики сельского хозяйства Тамбовской области на Всесоюзную сельскохозяйственную выставку.
С началом Великой Отечественной войны по предварительным поисковым данным 72 жителя деревни ушли на фронт, где доблестно сражались с врагом. Среди них было 9 офицеров и политработников, 9 коммунистов, 23 комсомольца. 42 жителя не вернулись с фронта.
В ноябре 1942 года жители Борисовки совместно с жителями села Песковатка оформили подписку на сдачу 200 тысяч рублей на строительство танковой колонны «Тамбовский колхозник». Эта сумма соответствовала стоимости одного танка Т-34.
В 1950 году в Тамбовской области, как и по всей стране, началось массовое укрупнение коллективных хозяйств. В это время борисовский колхоз «им. Молотова» вошёл в состав единого песковатского колхоза «Родина» как вторая комплексная бригада.
По данным Песковатского сельского совета Избердеевского района, на 1 января 1958 года в Борисовке значилось 63 двора колхозников и 2 двора рабочих и служащих. Общая численность населения деревни составляла 265 человек, фактически здесь проживало 238 человек.
В начале 1970-х годов жители деревень в окрестностях Песковатки стали перебираться в крупные сёла и окрестные города, поближе к благам цивилизации. Борисовка постепенно опустела. С тех пор деревня «оживает» лишь в летние месяцы, когда потомки местных жителей приезжают в родительские дома. В 1993 году в Борисовке насчитывалось 8 личных хозяйств и 16 жителей. Постоянно проживало 9 человек.

### История административного подчинения
Со времени основания деревня входила в состав Липецкого уезда Тамбовской губернии. С середины XIX века до 1923 года Борисовка значилась в Ивановской волости, а в 1923—1928 годах — в Грязинской волости Липецкого уезда. С 16 июля 1928 года до 13 июля 1934 года деревня относилась к Избердеевскому району Козловского округа Центрально-Чернозёмной области, а затем перешла в Грязинский район Воронежской области. С 27 сентября 1937 года Борисовка в составе Песковатского сельского совета была вновь включена в Избердеевский район, а с 1 февраля 1963 года после объединения территорий Избердеевского и Шехманского районов — в Петровский район Тамбовской области. С начала 1960-х годов деревня находится в ведении Крутовского сельского совета.

## Население
| 2010 |
| ---- |
| 4    |

В 2002 году население деревни составляло 6 жителей, все русские.
В 2010 году — 4 жителя (2 мужчины, 2 женщины).

## Инфраструктура и улицы
В деревне одна улица — Берёзовая. До 70-х годов XX века в Борисовке существовала ещё одна улица — Ломушевка. Она протянулась вдоль старого тракта Козлов — Усмань (дорога на село Петровка Грязинского района Липецкой области). Кроме частных домов здесь находились магазин и школа.